# After the Fire
After the Fire (också känd som ATF) är ett brittiskt new wave-band som bildades i England 1974. Gruppen började som en progressiv rockgrupp. Bandet hade en hit i USA med en cover på Falcos låt "Der Kommissar" 1982. Gruppen upplöstes 1983, men återförenades 2004. Bandet har inte uppvisat någon aktivitet sedan 2013.

## Diskografi (urval)
Studioalbum
- 1978 – Signs of Change
- 1979 – Laser Love
- 1980 – 80 F
- 1982 - ATF
- 1982 – Batteries Not Included
- 2006 – AT2F

Samlingsalbum
- 1998 – Der Kommissar
- 2001 – Der Kommissar (Collectables)
- 2005 – Der Kommisar: The CBS Recordings
- 2009 – Radio Sessions 1979-1981

Singlar
- 2005 – One Rule (For Trade Justice)